# El Sol
El Sol (‚Die Sonne‘) war eine liberale spanische Zeitung aus Madrid, die von 1917 bis zum Spanischen Bürgerkrieg erschien. Ihr prominentester Mitarbeiter war José Ortega y Gasset.

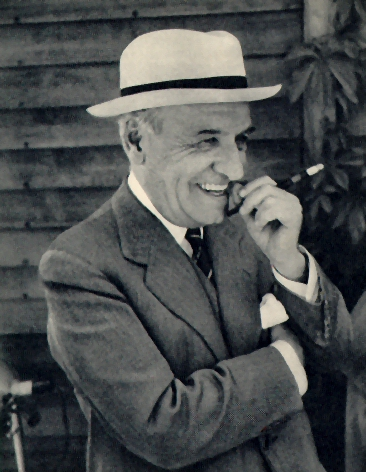
José Ortega y Gasset

Die Zeitung wurde am 1. Dezember 1917 von dem baskischen Papierfabrikanten Nicolás María de Urgoiti gegründet. Ihr Schwerpunkt lag auf der Berichterstattung aus Wirtschaft, Kultur und Politik. Sie unterstützte die Reformbewegung des regeneracionismo zur geistigen Wiederbelebung des Landes. Für El Sol gab José Ortega y Gasset die Mitarbeit an El Imparcial auf und wurde zur inspirierenden Kraft und zum publizistischen Aushängeschild der neuen Zeitung.
Während des Ersten Weltkriegs galt die Zeitung als entente-freundlich. Am 4. März 1918 berichtete sie in großer Aufmachung über die Beziehungen zwischen der Deutschen Botschaft und dem Anarchisten Miguel Pascual und druckte als Beleg einen Brief ab, in dem ein Legationssekretär der Botschaft Pascual die Kostenübernahme für den Druck eines Flugblatts zusagte. In einem gleichzeitig veröffentlichten Interview behauptete Pascual, die deutsche Botschaft habe die Augustunruhen von 1917 mitverursacht. Die Affäre erzeugte großes Aufsehen in Spanien. In einem folgenden Prozess wurde El Sol zu einer Ehrenerklärung zugunsten der Deutschen Botschaft gezwungen. Aus dem diplomatischen Schriftverkehr der Botschaft mit dem Auswärtigen Amt geht jedoch hervor, dass sie tatsächlich Kontakte zu Pascual unterhalten hatte.
El Sol propagierte ein Reformprogramm, wie es von Teilen des Bürgertums und der Intellektuellen vertreten wurde, und stand damit der Zeitschrift España (1915–1924), einem weiteren Sprachrohr Ortega y Gassets, nahe. Die Zeitung sympathisierte auch mit der Arbeiterbewegung, soweit sie Reformen gegenüber offenstand. El Sol berichtete nicht nur ausführlich über den Katalanismus und den baskischen Nationalismus, sondern räumte auch dem Geschehen in den anderen Provinzen ungewöhnlich großen Raum ein. Die Auslandsberichterstattung war ebenfalls umfangreicher, als sie damals in spanischen Zeitungen üblich war. Ab 1919 unterstützte El Sol, wie die meisten spanischen Zeitungen, die Marokko-Politik der Regierung, weil sie sich daraus einen Stimulus für die Erneuerung des Landes erhoffte. Andererseits verzichtete El Sol auf Themen wie Lotterien oder Stierkampf und ging nur so weit wie eben notwendig auf Kriminalfälle und Skandalgeschichten ein. 
Unter den Redakteuren fanden sich einige der besten spanischen Journalisten der Zeit. Chefredakteur war zunächst Félix Lorenzo, der später unter seinem Pseudonym Heliófilo bekannt wurde. Er wurde am 14. September 1918 von Manuel Aznar abgelöst, einem baskischen Nationalisten, der sehr viel später zur Falange-Bewegung stieß; er blieb bis zum 28. März 1922. Zu den Redakteuren gehörte der Schriftsteller Ramón J. Sender. Die Zeitung war auch bekannt für die Karikaturen von Luis Bagaría.
El Sol erschien anfangs in einem Umfang von acht, später von zwölf Seiten und kostete das Doppelte einer üblichen Zeitung. In ihrer Verlagswerbung erklärte sie: „El Sol akzeptiert weder Subventionen irgendeiner Art, noch rückzahlbare Darlehen der Regierung. Das Papier, das für jede Ausgabe von El Sol benötigt wird, kostet mehr als 5 céntimos. Da die einzigen Einnahmen, mit denen El Sol rechnet, die Erlöse sind, auf die sich jedes seriöse, unabhängige Unternehmen gründet, kostet diese Zeitung [...] in ganz Spanien 10 céntimos.“ Die wirtschaftliche und politische Unabhängigkeit wäre allerdings nicht ohne die enge Anbindung an La Papelera Española, die Konzernmutter aus der Urgoiti-Gruppe, möglich gewesen. 1920 startete Urgoiti noch ein weiteres täglich erscheinendes Abendblatt, La Voz, das volksnäher gestaltet war.
1931 sah sich Urgoiti unter dem Druck der Regierung gezwungen, seine Aktien an eine Gruppe von Monarchisten – angeführt vom Grafen von Barbate und vom Grafen von Gamazo – zu verkaufen. Unmittelbarer Anlass war ein Artikel von Ortega y Gasset mit dem Titel „El error Berenguer“ gewesen. Am 25. März 1931 erschien die letzte Ausgabe unter dem alten Eigner. Die meisten Redakteure und Mitarbeiter – unter ihnen Félix Lorenzo, Ortega und Bagaría – verließen das Blatt und wechselten zu einer Neugründung Urgoitis, Crisol.
In der Folge machte die Zeitung eine monarchistische Wendung, unterstützte mit dem Beginn der Republik dann plötzlich wieder das republikanische System – einer der neuen Eigentümer, der Graf von Barbate, war für eine Konzession zur Thunfischerei auf die Regierung angewiesen. 1932 fanden sich unter den Mitarbeitern im Kulturteil einige spätere Gründer der Falange, wie Pedro Mourlane Michelena, Eugenio Montes, José María Alfaro und Ernesto Giménez Caballero.
Ein neuer Eigentümer, der Reeder Luis Miquel, gab im Juni 1934 seine Aktien an die Compañía Editorial Española ab, neuer Chefredakteur wurde Paulino Massip. Die Zeitung bemühte sich mit Mitarbeitern wie José Moreno Villa, Enrique Díez-Canedo, Antonio Espina, Luis de Zulueta und dem Karikaturisten Luis Bagaría an die alten, glanzvollen Zeiten anzuknüpfen. 1935 publizierten hier wieder bekannte Intellektuelle wie Antonio Machado, Juan Ramón Jiménez, Benjamín Jarnés, Corpus Barga und José Bergamín. 
Nach dem Bürgerkrieg wurde in der Druckerei die falangistische Wochenzeitung Arriba gedruckt.

## Weitere Zeitungen unter dem TitelEl Sol
1937 und 1938 erschienen unter dem Titel El Sol auch eine tägliche Morgenzeitung, Organ der Kommunistischen Partei Spaniens, sowie von 1938 bis 1939 eine Tageszeitung als „Organ des Ausdrucks der nationalen Demokratie“, beide mit Erscheinungsort Madrid. Den Namen El Sol trugen auch eine mexikanische Zeitung von 1821 bis 1832, von 1927 bis 1939 das Organ der Sozialistischen Partei in Uruguay und 1919/20 eine Sonntagszeitung in Guatemala. Von 1990 bis 1992 erschien auch in Spanien wieder eine Tageszeitung El Sol, die sich ausdrücklich auf ihren berühmten Vorgänger berief.